# Orchester Wiener Akademie
Orchester Wiener Akademie fue fundada en 1985 por el organista y director Martin Haselböck. Esta asociación ha sido conocida internacionalmente por su vasto repertorio, integrado por obras que abarcan desde el Barroco hasta los fines del Romanticismo.
La orquesta es reconocida por su trabajo en la exploración de repertorios clásicos y románticos, así como las técnicas y estilos de esas épocas. La Academia de Viena retorna a la tradición de las Orquestas Vienesas, las cuales interpretaban las obras de compositores famosos con el estilo original y sonido con el cual fueron creadas. Esto es logrado con la interpretación de dichas piezas con los instrumentos originales con los que se pretendía que fueran tocadas.

## Presentaciones
La Orquesta se presenta regularmente en Viena en algunos de los más prestigiosos festivales, tales como el Festival de Fráncfort del Meno, Schleswig-Holstein, Internationale Bachakademie Stuttgart, Klangbogen, Carinthischer Sommer, Cuenca Festival, Handel Festival Halle y el Festival Internacional Cervantino, entre otros.
La asociación musical es la orquesta en residencia del Festival Internacional de Liszt, en el cual, su objetivo principal es interpretar y grabar el repertorio entero de música orquestral de Franz Liszt. Su primera emisión discográfica fue en enero de 2011, y fue titulada "El sonido de Weimar", la cual incluye la Sinfonía de Dante, con el objeto de honrar el aniversario número 200 de Liszt.
Para la orquesta, la ópera es un género esencial. Por esto, ha interpretado últimamente obras creadas por Mozart, Schubert y Haydn, tales como la Sinfonía n.º 40 (Mozart), la Sinfonía n.º 5 (Schubert), y la Sinfonía n.º 6 (Haydn).
Desde 2009, la Orquesta ha colaborado con John Malkovich en obras como "La comedia Infernal", y más recientemente con "Las Variaciones de Giacomo".

## Discografía
La Orquesta de Viena ha producido más de 30 discos, los cuales incluyen una variedad de piezas como las misas de Schubert, la Primera Sinfonía de Bruckner, y las tres sinfonías de "Momentos del Día" de Haydn. Sus últimas producciones son:
- Las variaciones de Giacomo (2011)
- La Comedia Infernal (2010)
- Ludwig van Beethoven: Fidelio (2008)
- Johann Strauss: Danza y Sueño